# 생텀 (영화)
《생텀》(Sanctum)은 앨리스터 그리어슨 감독의 2011년 3D 스릴러 영화이다. 제임스 캐머런 감독이 제작에 참여하였다.

## 출연진
- 리처드 록스버그: 프랭크 역
- 라이스 웨이크필드: 조시 역
- 요안 그리피드: 칼 역
- 엘리스 파킨스: 빅토리아 역
- 댄 와일리: 조지 역

## 같이 보기
- 생존 영화